# Ернст Милк
Ернст Леополд Кристиан Милк (на шведски: Ernst Leopold Christian Mielck) е финландски композитор и пианист.

## Биография
Милк е син на немски търговец и шведско-финландска майка. Родителите са силно културно и музикално насочени. Ернст, по рождение болнав и слаботелесен, едва на десет години получава своя първи урок по пиано при Алберт Тиц във Виборг. През 1891 е изпратен за по-нататъшно музикално обучение в Берлин в Консерваторията Щерн. Той остава с прекъсвания до 1898 г. в Берлин и става там частен ученик на Макс Брух, който се изказва изключително похвално за него.
През 1894 Милк дебютира като пианист във Виборг с клавирния концерт в сол-минор на Феликс Менделсон Бартолди, през 1897 изнася концерт в Хелзинки, където също е изпълнена неговата Симфония във фа-минор, най-известното му произведение. Всичките му творби са създадени в рамките на 4 години. Ранната му смърт на 21 години – той умира от туберкулоза в Локарно на Лаго Маджоре – помрачава всички надежди, че ще израсте велик композитор (в противовес на Ян Сибелиус).
В своите симфонии Милк следва традициите на значими композитори, като Лудвиг ван Бетховен, Йоханес Брамс, Фридрих Шуман, Менделсон. Ненадминато е обаче влиянието на неговия учител в областта на тоновете (Tonsprache). Интересът на Милк към древната музика на родината на предците му – Германия – го кара да се чувствува чужд към финландската музикална сцена. Именно в Германия той постига най-голям успех преди смъртта си.

## Произведения
- Симфония във фа-винор, оп. 4 (1897)
- Dramatische Ouvertüre(„Драматична увертюра“)
- Ouvertüre zu Macbeth(„Увертюра към Макбет“)
- Konzertstück für Violine und Orchester in D-Dur, оп. 8 (1898)
- Konzertstück für Klavier und Orchester in e-Moll, оп. 9 (1898)
- Finnische Suite für Orchester op. 10 (1899)(Финландска сюита за оркестър)
- 1 Streichquartett (Струнен квартет)
- 3 Fantasiestücke über finnische Polkamotive für Klavier (Три фантастични етюда над финландски полкамотиви за пиано)
- Altböhmisches Weihnachtslied für gemischten Chor (древнобохемска коледна песен за смесен хор)
- Altgermanisches Julfest für Bariton, Männerchor und Orchester (древногермански коледен празник за баритон, мъжки хор и оркестър)
- Lieder(Песни)
- други клавирни произведения